# Mahmoud Hemida
Mahmoud Hemida (en arabe : محمود حميدة), né le 7 décembre 1953 au Caire, est un acteur et producteur de cinéma égyptien.

## Biographie
Mahmoud Hamida est un acteur égyptien (né le 7 décembre 1953). Il est diplômé en commerce en 1981. 
Il est connu pour sa culture et son amour de la lecture, en particulier la lecture des poèmes de Fouad Haddad. 
Il a joué de nombreux rôles au cinéma, et a commencé sa carrière artistique en travaillant dans une série télévisée, puis s'est lancé dans le monde du cinéma, et a également participé à des œuvres radiophoniques et théâtrales, et a remporté de nombreux prix dans sa carrière artistique,.

## Carrières
La carrière d'acteur de Mahmoud a commencé avec des performances à la télévision en 1986.
Le début de la carrière cinématographique de Mahmoud a commencé avec son rôle principal aux côtés de Ahmed Zaki 
dans le film Al Embrator en 1990. 
Mahmoud a fondé un magazine (de divertissement) intitulé «Al Fann Al Sabeaa» qui était le premier magazine arabe, cinématographique et imprimé être spécialisé dans l'industrie du cinéma au Moyen-Orient.
En 1996, il a fondé une société de production Albatrik, pour les productions artistiques et les services cinématographiques 
qui a produit certains films sous sa propre bannière, et certains d'entre eux en tant que producteur exécutif pour d'autres sociétés.Leur film le plus réussi sous leur bannière était Janet El shyateen, apprécié par les critiques. 
La même année, il crée le Studio "El-Momthel" avec l'aide de professionnels pour la formation et l'accompagnement des nouveaux talents.

## Filmographie partielle
- L'Autre de Youssef Chahine[6]
- Le Destin de Youssef Chahine